# マーラー多項式
数学におけるマーラー多項式（マーラーたこうしき、英: Mahler polynomials）gn(x) とは、 Mahler (1930) による不完全ガンマ関数の零点の研究において導入されたある多項式のことを言う。
マーラー多項式は、次の母関数によって与えられる。
{\displaystyle \displaystyle \sum g_{n}(x)t^{n}/n!=\exp(x(1+t-e^{t}))}
マーラー多項式は、1+t–et の逆関数に対するシェファー列として得られる (Roman 1984, 4.9)。
マーラー多項式のはじめのいくつかを以下に挙げる（オンライン整数列大辞典の数列 A008299）。
{\displaystyle g_{0}=1;}
{\displaystyle g_{1}=0;}
{\displaystyle g_{2}=-x;}
{\displaystyle g_{3}=-x;}
{\displaystyle g_{4}=-x+3x^{2};}
{\displaystyle g_{5}=-x+10x^{2};}
{\displaystyle g_{6}=-x+25x^{-}15x^{3};}
{\displaystyle g_{7}=-x+56x^{2}-105x^{3};}
{\displaystyle g_{8}=-x+119x^{2}-490x^{3}+105x^{4};}